# Deacy Amp
Deacy Amp é um amplificador de guitarra construído em 1972 pelo músico John Deacon, baixista da banda Queen. Usando uma placa de circuito amplificador, foi colocada dentro de uma caixa acústica alimentada por uma bateria de 9 volts. O amplificador não tinha reguladores de volume na maior parte de sua existência e nunca precisou de reparos ou consertos. Foi e é utilizada normalmente pelo guitarrista Brian May, juntamente com sua guitarra Red Special para produzir sons que remetem a outros instrumentos e vocais, desde o disco Queen II, de 1974.